# Teresa Mañé Miravet
Teresa Mañé Miravet, nota anche con lo pseudonimo di Soledad Gustavo (Vilanova i la Geltrú, 30 novembre 1865 – Perpignano, 5 febbraio 1939), è stata un'anarchica e pubblicista spagnola.

## Biografia

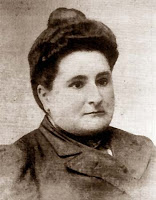
Teresa Mañé Miravet (Soledad Gustavo)

Nata in una famiglia di idee federaliste e di condizioni economiche abbastanza agiate compì studi magistrali. La lettura delle opere di Pierre-Joseph Proudhon e l'ascolto di conferenze di Fernando Tarrida del Mármol la indirizzarono verso concezioni laiche e anarchiche. Entrata nella Confederazione dei maestri laici della Catalogna creò una scuola elementare nel paese natale che si ispirava alle teorie laiciste e anticlericali dell'ex sacerdote Bartolomé Gabarró y Borrás: Contemporaneamente incominciò a collaborare a diversi periodici anarchici utilizzando lo pseudonimo Soledad Gustavo che userà poi per tutta la vita.
Nel 1891 si sposò con il maestro anarchico Juan Montseny Carret, più noto come Federico Urales, con cui condivise vita, interessi e impegno politico. Dalla coppia nacque Federica Montseny, destinata ad avere un ruolo politico importante. La coppia si trasferì a Reus dove Mañé Miravet aprì la propria scuola (nominalmente diretta dal marito).
L'attentato di Barcellona del 1896, che provocò sei morti, fu all'origine di un'ondata repressiva antianarchica (con oltre 400 arresti e numerose condanne), il marito fu condannato all'esilio nel controverso processo di Montjuïc e Teresa lo raggiunse a Londra l'anno seguente, dopo l'attentato di Michele Angiolillo che provocò la morte del presidente del consiglio spagnolo Antonio Cánovas del Castillo.
Nel 1898 la coppia rientrò clandestinamente a Madrid con lo scopo di denunciare gli esiti del processo di Montjuïc, visto come un tentativo di decapitare il movimento anarchico, e fondò il quindicinale La Revista blanca (1898-1905), da lei stessa diretto, che riuscì ben presto a raccogliere intorno a sé collaboratori autorevoli, oltre ai principali pensatori anarchici, personaggi come Miguel de Unamuno, Pío Baroja, Leopoldo Alas, Francesc Pi i Margall e Fernando Garrido. Il livello del dibattito fece della rivista "la pubblicazione operaista spagnola più importante degli ultimi anni del 19º secolo".
negli stessi anni collaborò al settimanale Tierra y Libertad, fondato dal marito, e lavorò attivamente come amministratrice, traduttrice, correttrice di bozze e in alcuni casi come direttrice alla piccola casa editrice libertaria fondata dalla coppia.
nel 1912 la coppia si trasferì a Barcellona e Teresa Mañé Miravet proseguì nell'attività di traduttrice (di rilievo la traduzione de L'avvenire dei sindacati operai di Georges Sorel, di cui scrisse anche l'introduzione) e di pubblicista. Quando marito e figlia ripresero la pubblicazione della Revista blanca nel 1923 collaborò attivamente, in particolare attraverso la rubrica "Efemeridi del popolo" e andò approfondendo la propria concezione di un "Anarchismo senza aggettivi" (mutuata da Tarrida del Mármol che si distingueva dall'Anarco-sindacalismo della Confederación Nacional del Trabajo.
Durante la Guerra civile spagnola rimase a Barcellona fino all'arrivo dei franchisti, nonostante un cancro al colon che si aggravava sempre di più, morì poco dopo essere espatriata in Francia.